# Arvo Ylppö
Arvo Henrik Ylppö (né le 27 octobre 1887 à Akaa — mort le 27 janvier 1992 à Helsinki) est un pédiatre finlandais.

## Biographie
Arvo Ylppö naît en 1887 à Akaa dans une famille d'agriculteurs. 
Il est apparemment né prématuré et a gardé une petite taille tout au long de sa vie. 
En 1906, il passe son baccalauréat au lycée de Tampere.
En 1906, il entre à l'Université d'Helsinki et décide de se spécialiser en médecine pédiatrique.
En 1912, il étudie au foyer pour enfants de l’impératrice Auguste Viktoria (de) à Berlin, où il redige sa thèse sur le métabolisme de la bilirubine chez les nourrissons.
En mars 1914, il soutient sa thèse de docteur en médecine à l'Université d'Helsinki.
À son retour en Finlande, en 1920, il devient professeur à l'hôpital universitaire d'Helsinki. En 1925, son poste devint celui de professeur de pédiatrie.
Arvo Ylppö a pris sa retraite en 1957 mais continue à parrainer de nombreuses initiatives en faveur de la santé des enfants. Il est décédé en janvier 1992 à l'âge de 104 ans.
Il est enterré au cimetière d'Hietaniemi.

## Reconnaissance
Il est considéré comme le père du système de santé finlandais grâce à ses efforts dans la réduction de la mortalité infantile du pays. 
L'école Arvo Ylpö de Toijala et le parc d'Arvo Ylppö à Helsinki, ainsi que la rue Arvo Ylpö et le bâtiment Arvo à Tampere ont été nommés en son honneur.